# Georges Marchal
Georges Marchal (Nancy, 10 januari 1920 – Maurens, 28 november 1997) was een Frans acteur. Hij kende zijn glorieperiode gedurende twintig drukke jaren (1942-1961). Hij was daarnaast heel actief op de planken en vaak op het kleine scherm te zien.

## Leven en werk

### Afkomst, opleiding en eerste stappen
Marchal werd geboren als zoon van een scheikundige in Nancy waar hij zijn kindertijd doorbracht. In de jaren dertig verhuisde hij als prille adolescent met zijn familie naar Parijs. Hij volgde er middelbaar onderwijs. Hij viel algauw op door zijn aanleg voor sport en dans en bekwaamde zich hierin. Om wat zakgeld te verdienen werkte hij als losser in les Halles en als loopjongen in het circus. Hij volgde acteerlessen en werd onder meer door de toneelacteur en -regisseur Maurice Escande opgeleid. Die voorspelde hem vlug succes en enige tijd later speelde Marchal al in de Comédie-Française.

### Jeune premier
Marchals atletisch, trots en aantrekkelijk voorkomen bestemden hem voor tot een filmcarrière van jeune premier. Zo werd hij een rechtstreekse concurrent voor generatiegenoten als Gérard Philipe, Jean Marais, Henri Vidal, Jean-Claude Pascal en Franck Villard. Dit deed hij in, ondanks soms veelbelovende titels, eerder banale films zoals Premier Rendez-vous (1941), Le Lit à colonnes (1942), Blondine (1945), Bethsabée (1947), La Voyageuse inattendue (1950) en Le Plus Joli Péché du monde (1951).
Enkel in het drama Lumière d'été (1943), Jean Grémillons meest succesrijke film, en in Yves Allégrets Tweede Wereldoorlogsdrama Les Démons de l'aube (1946) kreeg Marchal de gelegenheid meer persoonlijke rollen met enige diepgang te vertolken. In Lumière d'été, een late exponent van het poëtisch realisme, vertolkte hij de rol van een jonge verliefde ingenieur. In Les Démons de l'aube had hij als luitenant de leiding over een commando dat klaar staat in Frankrijk te aan land te gaan.
Niet alleen Danielle Darrieux, Micheline Presle, Renée Faure, Odette Joyeux of Danny Robin ondergingen graag zijn onweerstaanbare uitstraling, hij oefende ook aantrekkingskracht uit op oudere vrouwen zoals Annabella in het drama Dernier amour (1949) en Arletty in het drama Gibier de potence (1951).

### Epische held
Marchals ster begon te tanen bij gebrek aan stevige films en hij zocht zijn toevlucht in Italië waar hij ruim tien jaar lang een parallelcarrière ontwikkelde. 
Zijn gebeeldhouwd en gespierd lichaam en zijn profiel van een jonge blonde god, die hem zo van pas kwamen als jeune premier, maakten van hem ook de ideale epische held. Vanaf 1950 verscheen Marchal in heel wat actiefilms:
- vooral sandalenfilms zoals onder meer Les Derniers Jours de Pompéi (1950), Théodora, impératrice de Byzance (1954), Le legioni di Cleopatra (1959) en Il Colosso di Rodi (1961), het regiedebuut van Sergio Leone,
- mantel-en-degenfilms zoals het heel succesrijke Les Trois Mousquetaires (1953),
- historische avonturenfilms zoals Les Aventures de Gil Blas de Santillane (1956).

In die periode vertolkte hij heel wat 
- literaire personages: Gil Blas, de Spaanse picareske held uit Histoire de Gil Blas de Santillane van Alain-René Lesage, Robinson Crusoe, het Balzac-personage Lucien de Rubempré, de burggraaf Raoul de Bragelonne,
- historische personages: de worstelaar Milo van Croton, de Romeinse generaal Marcus Antonius, de Romeinse senator en consul Caius Silius, de Romeinse generaal Cornelius Fuscus, de keizer van Byzantium Justinianus I, Lodewijk XIV van Frankrijk, maarschalk Jean Lannes,
- literair-historische personages (D'Artagnan),
- mythologische personages (Odysseus).

### Vriendschap met Luis Buñuel
De Spaanse meester bedacht voor zijn jonge vriend een aantal rollen die geschikt waren voor zijn personage van wat rijpere en nog steeds verleidelijke man: 
- een idealistische jonge dokter in het drama Cela s'appelle l'aurore (1955),
- een avonturier in de exotische avonturenfilm La Mort en ce jardin (1956),
- een deftige hertog met buitensporige macabere fantasieën in de tragikomedie Belle de Jour (1967),
- een jezuïet die met een jansenist, de toenmalige religieuze vijand van de jezuïeten, duelleert in de satirische tragikomedie La Voie lactée (1969).

### Televisie
Vanaf de jaren zeventig legde Marchal zich toe op zijn televisiecarrière. Hij verscheen in verscheidene historische films en feuilletons waarvoor Les Rois maudits (1972-1973, naar de gelijknamige zevendelige romancyclus van Maurice Druon) exemplarisch was. 

### Privéleven
Marchal trouwde in 1951 met actrice Dany Robin. Ze waren samen te zien in zes films. Robin gaf hem twee kinderen, Frédérique en Robin. Het koppel ging uiteen in 1969. In 1983 huwde Marchal een tweede keer met Michèle Heyberger.
Marchal trok zich terug uit de film- en televisiewereld in 1989. Acht jaar later, in 1997, overleed hij op 77-jarige leeftijd na een lang ziekbed.

## Filmografie (ruime selectie)
- 1941 - Premier Rendez-vous (Henri Decoin)
- 1942 - Le Lit à colonnes (Roland Tual)
- 1943 - Lumière d'été (Jean Grémillon)
- 1943 - Vautrin (Pierre Billon)
- 1945 - Paméla (Pierre de Hérain)
- 1945 - Blondine (Henri Mahé)
- 1946 - Les Démons de l'aube (Yves Allégret)
- 1947 - Bethsabée (Léonide Moguy)
- 1947 - La Septième Porte (André Zwobada)
- 1949 - Dernier amour (Jean Stelli)
- 1949 - Au grand balcon (Henri Decoin)
- 1950 - La Voyageuse inattendue (Jean Stelli)
- 1950 - Les Derniers Jours de Pompéi (Marcel L'Herbier)
- 1951 - Le Naufragé du Pacifique (Robinson Crusoé) (Jeff Musso)
- 1951 - Gibier de potence (Roger Richebé)
- 1951 - Le Plus Joli Péché du monde (Gilles Grangier)
- 1951 - Messalina (Carmine Gallone)
- 1952 - Douze heures de bonheur (Gilles Grangier)
- 1953 - Les amours finissent à l'aube (Henri Calef)
- 1953 - Les Trois Mousquetaires (André Hunebelle)
- 1954 - Si Versailles m'était conté... (Sacha Guitry)
- 1954 - Théodora, impératrice de Byzance (Teodora imperatrice di Bisanzio) (Riccardo Freda)
- 1954 - Il visconte di Bragelonne (Fernando Cerchio)
- 1955 - Cela s'appelle l'aurore (Luis Buñuel)
- 1956 - Les Aventures de Gil Blas de Santillane (René Jolivet)
- 1956 - La Mort en ce jardin (Luis Buñuel)
- 1958 - La Rivolta dei gladiatori (Vittorio Cottafavi)
- 1959 - Nel Segno di Roma (Guido Brignone)
- 1959 - Brèves Amours (Vacanze d'inverno) (Camillo Mastrocinque)
- 1959 - Le legioni di Cleopatra (Vittorio Cottafavi)
- 1960 - Austerlitz (Abel Gance)
- 1961 - Napoléon II, l'aiglon (Claude Boissol)
- 1961 - Il Colosso di Rodi (Sergio Leone)
- 1962 - Ulisse contro Ercole (Mario Caiano)
- 1965 - The Dirty Game (anthologiefilm, Franse episode van Christian-Jaque)
- 1966 - Dacii (Les Guerriers) (Serge Nicolaesco)
- 1967 - Belle de Jour (Luis Buñuel)
- 1969 - La Voie lactée (Luis Buñuel)
- 1972 - Faustine et le Bel Été (Nina Companeez)
- 1977 - Les Enfants du placard (Benoît Jacquot)
- 1982 - L'Honneur d'un capitaine (Pierre Schoendoerffer)

- Biblioteca Nacional de España: XX1224614
- Bibliothèque nationale de France: cb139661212 (data)
- Gemeinsame Normdatei: 1062120973
- International Standard Name Identifier: 0000 0000 5933 1876
- Library of Congress Control Number: no2001096515
- Nationale Bibliotheek van Israël: 987007319424405171
- Nederlandse Thesaurus van Auteursnamen: 324136021
- SNAC: w6mk78xb
- Système universitaire de documentation: 035409045
- Virtual International Authority File: 76507484